# Cinq chevaux offerts en tribut
Cinq chevaux offerts en tribut (Wu ma tu) est une peinture de Li Gonglin, représentant individuellement cinq chevaux offerts en tribut aux écuries chinoises impériales. Cette peinture est réalisée à l'encre de Chine sur rouleau de papier, vers 1090. Elle comporte des informations détaillées à propos de chaque cheval, et suscite de nombreux commentaires au fil des siècles.

## Contexte
Comme d'autres peintures de Li Gonglin, celle-ci s'inspire des travaux de Han Gan. Cette particularité laisse à penser qu'il accède à une culture artistique considérable. Le rouleau a été daté aux alentours de 1090. Grâce à sa proximité avec Cao Fu, un officiel des écuries impériales, Li Gonglin avait librement accès à ces écuries pour réaliser ses croquis. Il choisit ainsi cinq étalons offerts en tribut aux écuries impériales entre 1086 et 1088, à la suite de succès militaires à la frontière du Nord-Ouest.

## Description
Cinq chevaux offerts en tribut est une série de cinq portraits d'étalons, réalisés à l'encre de Chine monochrome sur papier. En dépit de cela, la représentation des chevaux et des hommes qui les accompagnent est très réaliste, notamment car des traits suggèrent le volume. La technique picturale de Li Gonglin lui permet de rendre des expressions subtiles. Li Gonglin parvient en effet à donner de la personnalité à ses sujets grâce à de petits détails, tels que le chapeau de fourrure et le visage du palefrenier.
L'inspiration antique donne à cette peinture un cachet particulier, et demande aux spectateurs une certaine connaissance de l'art chinois pour en comprendre toutes les subtilités. 
Comme les inscriptions sur le rouleau l'attestent, le poète impérial Zhang Lei a demandé au calligraphe Huang Tingjian de noter le nom et des informations biographiques à propos de chaque cheval.

## Analyse
Un colophon ancien signale Han Gan comme étant la source d'inspiration de cette peinture, Li Gonglin possédant plusieurs œuvres de Han Gan.

## Parcours de la peinture

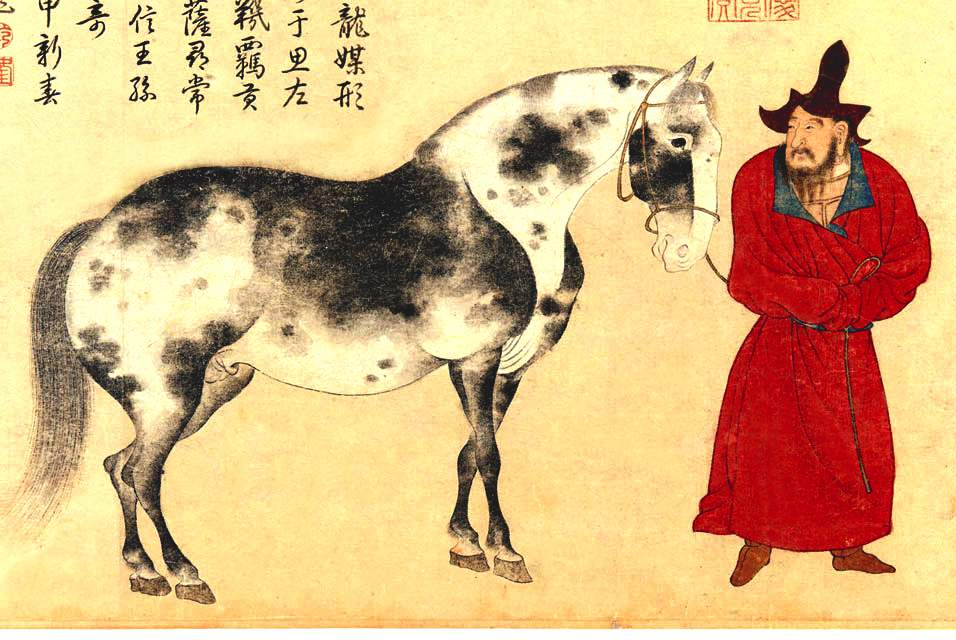
Cheval et Palefrenier par Zhao Yong, inspiré par le rouleau de Li Gonglin

Il s'agit d'une des plus célèbres peintures de Li Gonglin, notamment en raison des commentaires de spécialistes qu'elle a suscité au fil des siècles.
Elle a peut-être inspiré les Quatre Coursiers afghans de Giuseppe Castiglione.